# Tazilly
Tazilly és un municipi francès, situat al departament del Nièvre i a la regió de Borgonya - Franc Comtat. L'any 2007 tenia 260 habitants.

## Demografia

### Població
El 2007 la població de fet de Tazilly era de 260 persones. Hi havia 102 famílies, de les quals 32 eren unipersonals (20 homes vivint sols i 12 dones vivint soles), 33 parelles sense fills, 29 parelles amb fills i 8 famílies monoparentals amb fills.
La població ha evolucionat segons el següent gràfic:
Habitants censats

### Habitatges
El 2007 hi havia 180 habitatges, 108 eren l'habitatge principal de la família, 66 eren segones residències i 5 estaven desocupats. 159 eren cases i 20 eren apartaments. Dels 108 habitatges principals, 77 estaven ocupats pels seus propietaris, 29 estaven llogats i ocupats pels llogaters i 3 estaven cedits a títol gratuït; 5 tenien dues cambres, 17 en tenien tres, 40 en tenien quatre i 46 en tenien cinc o més. 103 habitatges disposaven pel capbaix d'una plaça de pàrquing. A 48 habitatges hi havia un automòbil i a 47 n'hi havia dos o més.

### Piràmide de població
La piràmide de població per edats i sexe el 2009 era:
| Homes | Edats   | Dones |
| ----- | ------- | ----- |
| 0     | 95 o +  | 0     |
| 0     | 90 a 94 | 0     |
| 0     | 85 a 89 | 4     |
| 4     | 80 a 84 | 4     |
| 16    | 75 a 79 | 12    |
| 12    | 70 a 74 | 12    |
| 4     | 65 a 69 | 12    |
| 4     | 60 a 64 | 4     |
| 4     | 55 a 59 | 0     |
| 8     | 50 a 54 | 16    |
| 8     | 45 a 49 | 4     |
| 8     | 40 a 44 | 0     |
| 16    | 35 a 39 | 12    |
| 4     | 30 a 34 | 4     |
| 4     | 25 a 29 | 8     |
| 12    | 20 a 24 | 8     |
| 8     | 15 a 19 | 4     |
| 8     | 10 a 14 | 4     |
| 8     | 5 a 9   | 4     |
| 4     | 0 a 4   | 4     |

## Economia
El 2007 la població en edat de treballar era de 143 persones, 112 eren actives i 31 eren inactives. De les 112 persones actives 100 estaven ocupades (54 homes i 46 dones) i 12 estaven aturades (2 homes i 10 dones). De les 31 persones inactives 12 estaven jubilades, 7 estaven estudiant i 12 estaven classificades com a «altres inactius».

### Ingressos
El 2009 a Tazilly hi havia 102 unitats fiscals que integraven 238 persones, la mediana anual d'ingressos fiscals per persona era de 13.239,5 €.

### Activitats econòmiques
Dels 6 establiments que hi havia el 2007, 1 era d'una empresa de construcció, 3 d'empreses d'hostatgeria i restauració, 1 d'una empresa immobiliària i 1 d'una empresa de serveis.
L'únic servei als particulars que hi havia el 2009 era un restaurant.
L'any 2000 a Tazilly hi havia 25 explotacions agrícoles que ocupaven un total de 1.848 hectàrees.

## Equipaments sanitaris i escolars
El 2009 hi havia una escola elemental integrada dins d'un grup escolar amb les comunes properes formant una escola dispersa.

## Poblacions més properes
El següent diagrama mostra les poblacions més properes.